# РТ-64

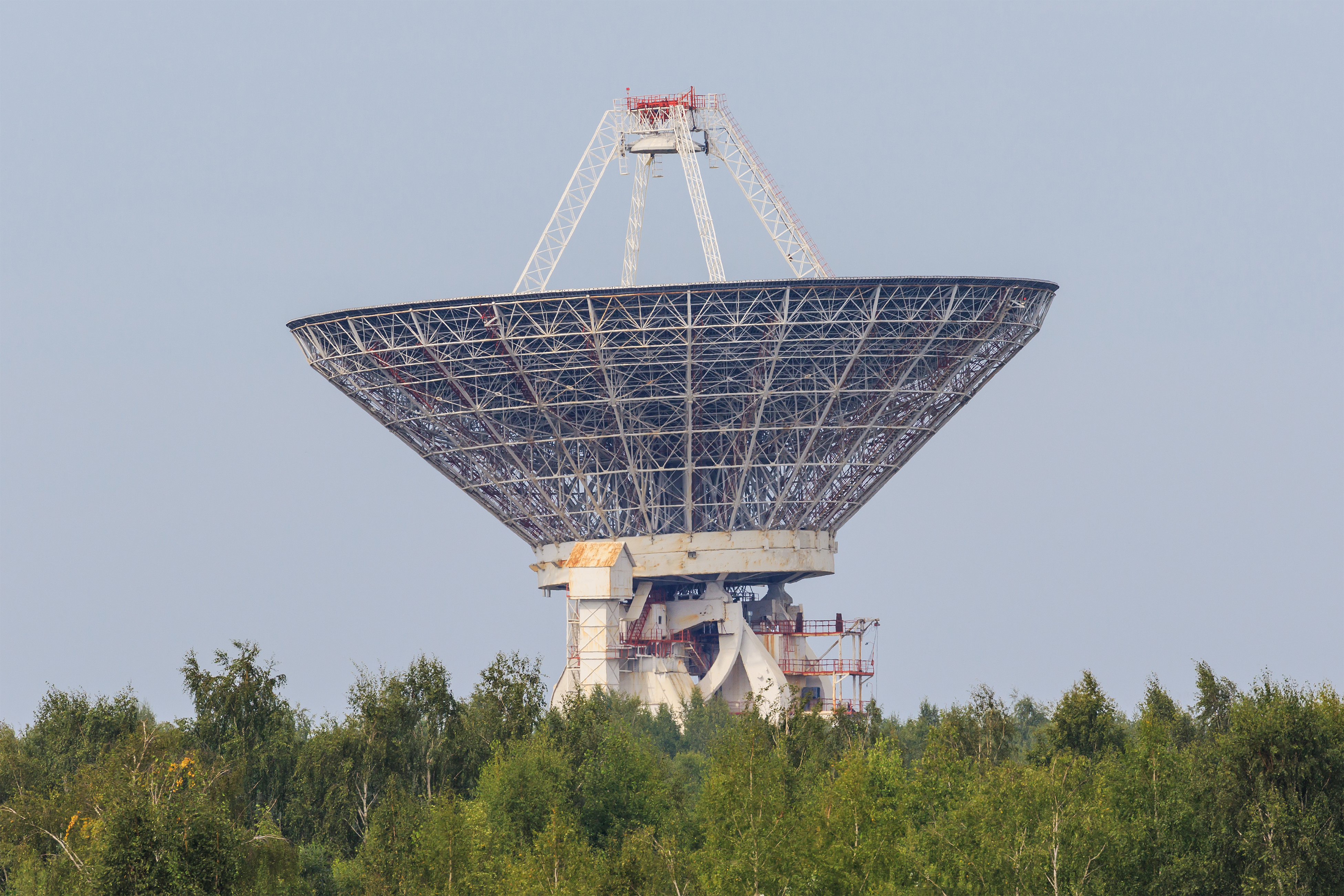
РТ-64 в Медвежих озерах

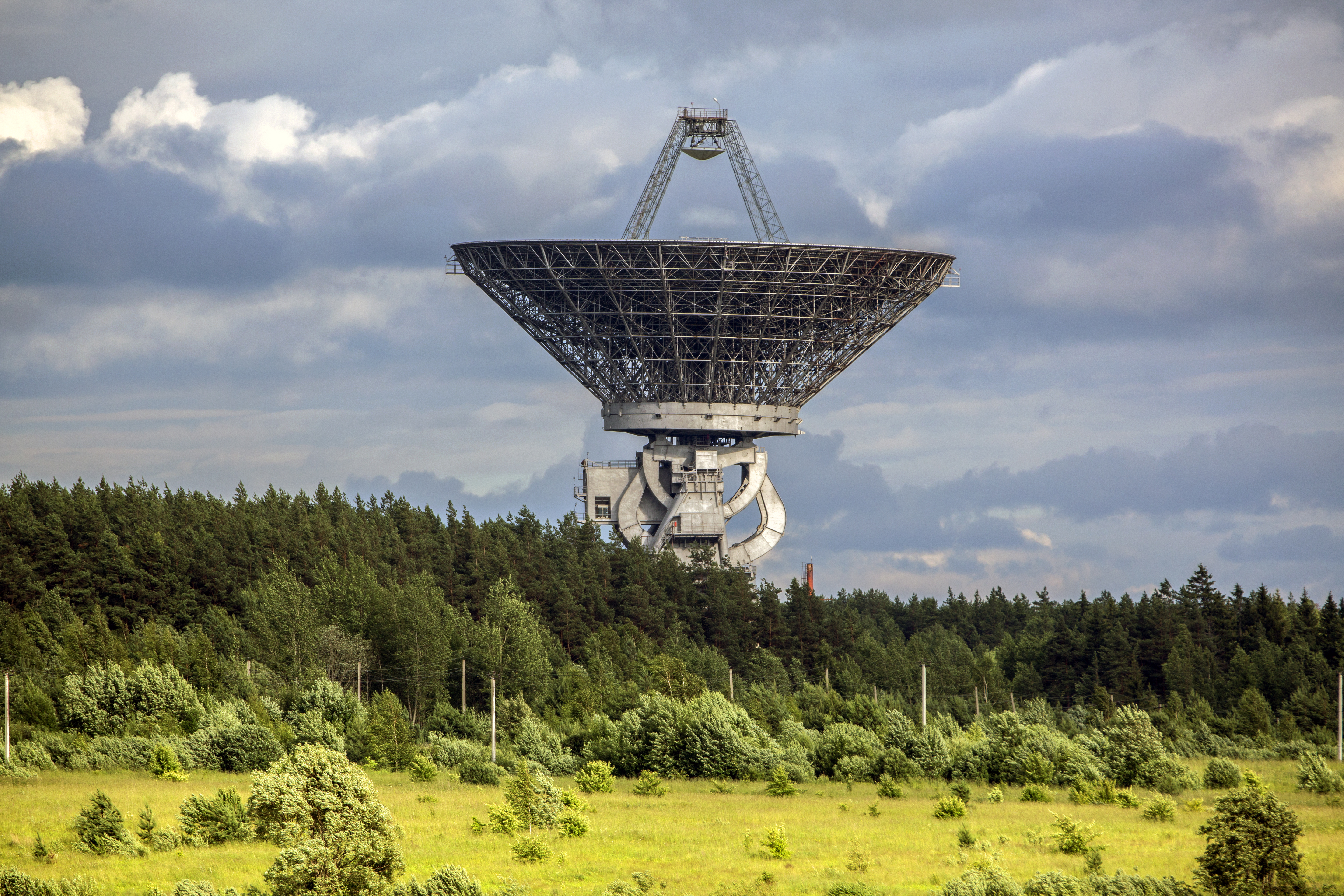
РТ-64 в Калязінській радіоастрономічній обсерваторії

РТ-64 (ТНА-1500) — модель радянських радіотелескопів, реалізована в двох екземплярах. Обидва встановлені в Росії: один — в Центрі космічного зв'язку «Медвежі озера» біля Щолково, другий — в Калязінської радіоастрономічної обсерваторії біля Калязіна.
Радіотелескоп має діаметр антени 64 м і площу 1500 м2, від чого походять дві його назви — РТ-64 ТНА-1500. Загальна маса телескопа становить 3800 т, маса дзеркала — 800 т, вторинне дзеркало має діаметр 6 м.
На відміну від «військової» РТ-70, у «цивільної» менш міцної антени РТ-64 за день помилка по наведенню може змінюватися в межах, що перевищують ширину діаграми спрямованості, особливо при сильному вітрі.